# SMSS J031300.36-670839.3
SMSS J031300.36-670839.3（简称SM0313）是一颗位于银河系的恒星，距离地球6000光年。

## 年齡
SM0313的年龄约为136亿年， 是人类已知宇宙最老的恒星之一。 恒星的铁元素含量上限非常低，不及太阳的百万分之一， 这意味着它是一颗第二星族星，由最古老的的第一代恒星死亡释出的气体云聚集而成。 SMSS J0313有较高的碳含量，是铁含量的1000倍。 除了形成于大爆炸的氢元素外，恒星还含有碳、镁和钙元素等，可能形成于低能量的超新星爆炸。天文學家還從該恆星光譜的吸收線中發現了次甲基自由基（CH），並且未發現氧和氮。

## 發現
SMSS J031300.36-670839.3由澳大利亞國立大學的天文学家使用位於澳洲新南威爾斯州庫納巴拉班賽丁泉天文台的全自動光學望遠鏡星圖家望遠鏡发现， 研究结果于2014年2月9日发表在《自然》上。 SMSS J0313的发现意味着第一代恒星的超新星爆炸可能并不如之前想象中的猛烈。
| SMSS J0313和太陽的元素豐度比較 |       |
| 元素                           | [M/H] |
| 鋰                             | 0.7   |
| 碳                             | −2.6  |
| 鎂                             | −3.8  |
| 鈣                             | −7    |